# Список територіальних громад Чернівецької області

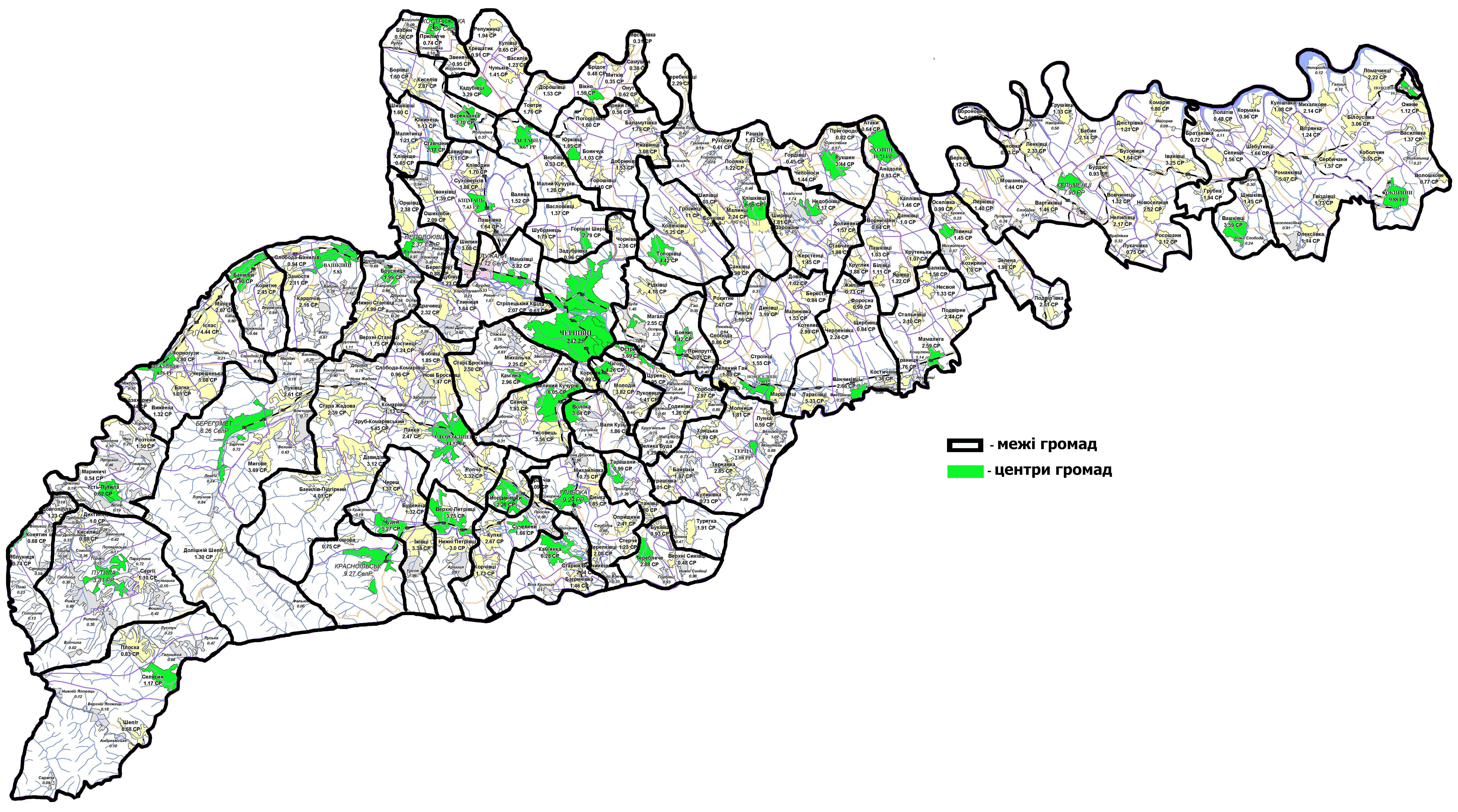
карта Чернівецької області

У Чернівецькій області створено 52 територіальні громади, які об'єднали 271 територіальну громаду та до складу яких увійшли 417 населених пунктів області.

На території 52-х територіальних громад проживає 896 566 осіб. Площа території територіальних громад складає 809 576 км2. 

## Загальний перелік громад
| Назва району                                         | Назва територіальної громади | Місцеві ради (населені пункти), які увійшли до складу ТГ | Площа громади км2 | Чисельність населення станом на 01.01.2021 |
| ---------------------------------------------------- | ---------------------------- | --- | ----------------- | ------------------------------------------ |
| Вижницький адміністративний центр в м. Вижниця       | 1. Вижницька                 | 1. Вижницька м.р. (м.Вижниця) 2. Багнянська с.р. (с. Багна) 3. Виженська с.р. (с.Виженка) 4. Черешенська с.р. (с.Черешенька) 5. Чорногузівська с.р. (с.Чорногузи) 6. Іспаська с.р. (с.Іспас, с.Майдан) 7. Міліївська с.р. (с.Мілієве, с. Кибаки, с. Середній Майдан) | 183,43            | 16 794                                     |
| Вижницький адміністративний центр в м. Вижниця       | 2. Вашківецька               | 1. Вашківецька м. р. (м. Вашківці, с. Волока) 2. Карапчівська с. р. (с. Карапчів, с. Бабине, с. Вали) 3. Замостянська с. р. (с. Замостя) 4. Слобода-Банилівська с.р. (с. Слобода-Банилів) | 147,49            | 12 315                                     |
| Вижницький адміністративний центр в м. Вижниця       | 3. Банилівська               | 1. Банилівська с.р. ( с. Банилів, с. Бережниця) 2. Коритненська с.р. (с. Коритне, с. Бережонка) | 79,62             | 7 358                                      |
| Вижницький адміністративний центр в м. Вижниця       | 4. Берегометська             | 1. Берегометська сел.р. (смт. Берегомет, с. Заріччя) 2. Долішньошепітська с.р. (с. Долишній Шепіт, с. Лекечі, с. Лопушна, с. Фальків) 3. Лукавецька с.р. (с.Лукавці, с. Вахнівці, с. Вовчинець, с. Липовани, с. Майдан) 4. Мигівська с.р. (с. Мигове, с. Велике) | 486,65            | 18 387                                     |
| Вижницький адміністративний центр в м. Вижниця       | 5. Брусницька                | 1. Брусницька с.р. (с. Брусниця, с. Діброва, с. Зеленів, с. Кальнівці, с. Остра, с. Чортория) 2. Верхньостановецька с.р. (с. Верхні Станівці) 3. Нижньостановецька с.р. (с. Нижні Станівці, с. Брусенки, с. Виноград) | 98,09             | 9 259                                      |
| Вижницький адміністративний центр в м. Вижниця       | 6. Путильська                | 1. Путильська сел.р. (смт Путила, с. Паркулина, с. Рижа, с. Тораки) 2. Дихтинецька с.р. (с. Дихтинець, с. Греблина, с. Замогила, с. Малий Дихтинець) 3. Киселицька с.р. (с. Киселиці, с. Гробище, с. Площі, с. Поляківське, с. Соколій) Сергіївська с.р. (с. Сергії, с. Випчина, с. Рипень, с. Тисницька, с. Фошки) | 233,284           | 11 289                                     |
| Вижницький адміністративний центр в м. Вижниця       | 7. Усть-Путильська           | 1. Усть-Путильська с. р. (с. Усть-Путила, с. Бісків, с. Шпетки) 2. Мариничівська с. р. (с.Мариничі, с. Бисків, с. Петраші) 3. Підзахаричівська с.р. (с. Підзахаричи, с. Міжброди, с. Хорови) 4. Розтоківська с.р. (с. Розтоки, с. Околена, с.Товарниця, с. Ями) | 160,183           | 5 451                                      |
| Вижницький адміністративний центр в м. Вижниця       | 8. Конятинська               | 1. Конятинська с. р. (с. Конятин, с. Самакова, с. Великий Липовець) 2. Довгопільська с. р. (с. Довгопілля, с. Стебні, с. Греблина, с. Плита) 3. Яблуницька с. р. (с.Яблуниця, с. Плай, с. Голошина) | 121,709           | 4 792                                      |
| Вижницький адміністративний центр в м. Вижниця       | 9. Селятинська               | 1. Селятинська с. р. (с. Селятин, с. Галицівка, с. Руська) 2. Шепітська с. р. (с. Шепіт, с. Андреківське, с. Верхній Яловець, с. Нижній Яловець, с. Сарата) 3. Плосківська с. р. (с. Плоска, с. Лустун) | 369,084           | 4 709                                      |
| Чернівецький адміністративний центр в м. Чернівці    | 10. Чернівецька              | 1. Чернівецька м.р. (м. Чернівці) 2. Коровійська с.р. (с. Коровія) 3. Чорнівська с.р. (с. Чорнівка) | 181,0275          | 270 578                                    |
| Чернівецький адміністративний центр в м. Чернівці    | 11. Чагорська                | 1. Чагорська с. р. (с. Чагор) 2. Молодійська с. р. (с. Молодія) Луковецька с. р. (с. Луковиця, с. Кут) | 50,25             | 10 159                                     |
| Чернівецький адміністративний центр в м. Чернівці    | 12. Острицька                | 1. Острицька с. р. (с. Остриця) 2. Великобудська с.р. (у складі с. Велика Буда, с. Мала Буда) 3. Цуренська с.р. (с.Цурень, с.Маморниця, с. Маморниця Вама) 4. Горбівська с. р. (с. Горбова, с. Банчени) 5. Годинівська с.р.(с.Годинівка, с. Луковиця) | 108,141           | 13472                                      |
| Чернівецький адміністративний центр в м. Чернівці    | 13. Герцаївська              | 1. Герцаївська м. р. (м. Герца) 2. Байраківська с.р. (с. Байраки, с. Підвальне) 3. Куликівська с.р. (с. Куликівка,) 4. Лунківська с.р. (с. Лунка, с. Великосілля, с. Могилівка) 5. Молницька с.р. (с. Молниця) 6. Петрашівська с.р. (с. Петрашівка) 7. Тернавська с.р. (с. Тернавка, с, Дяківці) 8. Хряцьківська .р. (с. Хряцька) | 193,308           | 17 973                                     |
| Чернівецький адміністративний центр в м. Чернівці    | 14. Новоселицька             | 1. Новоселицька м. р. (м. Новоселиця) 2. Маршинецька с. р. (с. Маршинці) 3. Рокитненська с. р. (с. Рокитне) 4. Рингацька с. р. (с. Рингач, с. Шишківці) 5. Слобідська с. р. (с. Слобода, с. Ревківці) 6. Строїнецька с. р. (с. Строїнці) 7. Котелівська с. р. (с. Котелеве) 8. Зеленогайська с. р. (с. Зелений Гай) 9. Берестянська с.р. (с. Берестя) 10. Диновецька с.р. (с. Динівці) 11. Довжоцька с.р. (с. Довжок) 12. Малинівська с.р. (с. Малинівка) | 220,005           | 28 402                                     |
| Чернівецький адміністративний центр в м. Чернівці    | 15. Ванчиковецька            | 1. Ванчиковецька с.р. (с. Ванчиківці, с. Ванчинець) 2. Костичанівська с.р. (с. Костичани, с. Думени, с. Новоіванківці) 3. Черленівська с.р. (с. Черленівка) 4. Жилівська с.р. (с. Жилівка) 5. Тарасовецька с.р. (с. Тарасівці) 6. Фороснянська с.р. (с. Форосна) 7. Щербинецька с.р. (с. Щербинці) | 169,988           | 14 337                                     |
| Чернівецький адміністративний центр в м. Чернівці    | 16. Боянська                 | 1. Боянська с.р. (с. Бояни, с. Гай) 2. Припрутська с.р. (с. Припруття, с. Боянівка) | 60,617            | 6 416                                      |
| Чернівецький адміністративний центр в м. Чернівці    | 17. Магальська               | 1. Магальська с.р. (с. Магала, с.Остриця, с. Буда, с. Прут) 2. Рідківська с.р. (с. Рідківці) | 82,883            | 9 567                                      |
| Чернівецький адміністративний центр в м. Чернівці    | 18. Топорівська              | 1.Топорівська с.р. (с. Топорівці) 2. Бочковецька с.р. (с. Бочківці, Хотинський район) 3. Грозинецька с.р. (с. Грозинці, Хотинський район) 4. Колінковецька (с. Колінківці, Хотинський район) | 123,958           | 11 606                                     |
| Чернівецький адміністративний центр в м. Чернівці    | 19. Заставнівська            | 1. Заставнівська м. р. (м. Заставна) 2. Вербовецька с. р. (с. Вербівці) 3. Малокучурівська с.р. (с. Малий Кучурів) | 75,827            | 9 385                                      |
| Чернівецький адміністративний центр в м. Чернівці    | 20. Горішньошеровецька       | 1. Горішньошеровецька с.р. (с. Горішні Шерівці) 2. Васловівська с.р. (с. Васловівці) 3. Задубрівська с.р. (с. Задубрівка) 4. Шубранецька с.р. (с. Шубранець) | 86,364            | 5 852                                      |
| Чернівецький адміністративний центр в м. Чернівці    | 21. Юрковецька               | 1. Юрковецька с. р. (с. Юрківці) 2. Погорілівська с. р. (с. Погорілівка) 3. Баламутівська с. р. (с. Баламутівка) 4. Ржавенецька с. р. (с. Ржавинці) 5. Добриновецька с .р. (с. Добринівці) 6. Горошовецька с. р. (с. Горішівці) 7. Чорнопотіцька с. р. (с. Чорний Потік) 8. Боянчуцька с.р. (с. Боянчук) | 165,076           | 10 473                                     |
| Чернівецький адміністративний центр в м. Чернівці    | 22. Вікнянська               | 1. Вікнянська с. р. (с. Вікно) 2. Митківська с. р. (с. Митків) 3. Самушинська с. р. (с.Самушин) 4. Мосорівська с. р. (с. Мосорівка) 5. Онутська с. р. (с. Онут) 6. Брідоцька с. р. (с. Брідок) 7. Дорошовецька с.р. (с. Дорошівці) 8. Товтрівська с.р. (с. Товтри) | 98,217            | 5 865                                      |
| Чернівецький адміністративний центр в м. Чернівці    | 23. Веренчанська             | 1. Веренчанська с.р. (с. Веренчанка, с. Яблунівка) 2. Бабинська с.р. (с. Бабин, с. Вимушів, с. Рудка) 3. Борівецька с.р. ( с. Борівці) 4. Киселівська с.р. (с. Киселів) | 103,435           | 8 069                                      |
| Чернівецький адміністративний центр в м. Чернівці    | 24. Кадубовецька             | 1. Кадубовецька (с. Кадубівці) 2. Хрещатицька (с. Хрещатик) 3. Репужинецька (с. Репужинці) 4. Кулівецька (с. Кулівці) 5. Василівська с.р. (с. Василів) 6. Чуньківська с.р. (с. Чуньків) | 95,234            | 7 963                                      |
| Чернівецький адміністративний центр в м. Чернівці    | 25. Кострижівська            | 1. Кострижівська селищ. р. (смт Кострижівка) 2. Прилипченська с. р. (с. Прилипче, с. Степанівка) 3. Звенячинська с. р. (с. Звенячин, с. Йосипівка) | 37,443            | 4 309                                      |
| Чернівецький адміністративний центр в м. Чернівці    | 26. Ставчанська              | 1. Ставчанська с.р. (с. Ставчани) 2. Малятинецька с.р. (с. Малятинці) 3. Хлівищенська с.р. (с. Хлівище) 4. Шишковецька (с. Шишківці) 5. Южинецька (с. Южинець) | 75,239            | 6 291                                      |
| Чернівецький адміністративний центр в м. Чернівці    | 27. Кіцманська               | 1. Кіцманська м. р. (м. Кіцмань) 2. Суховерхівська с. р. (с. Суховерхів) 3. Давидівська с. р. (с. Давидівці) 4. Лашківська с.р. (с. Лашківка, с. Витилівка) 5. Шипинецька с.р. (с. Шипинці) 6. Валявська с.р. (с. Валява) 7. Іванковецька с.р. (с. Іванківці, с. Гаврилівці) 8. Кліводинська с.р. (с. Кліводин) 9. Ошихлібська (с. Ошихліби) | 179,856           | 20 867                                     |
| Чернівецький адміністративний центр в м. Чернівці    | 28. Мамаївська               | 1. Мамаївська с. р. (с. Мамаївці, с. Новий Киселів) 2. Лужанська селищна р. (смт Лужани) 3. Білянська с.р. (с. Біла) 4. Глиницька с.р. (с. Глиниця, с. Коростувата) 5. Драчинецька с.р. (с. Драчинці, с. Нові Драчинці) 6. Дубівецька с.р. (с. Дубівці) 7. Стрілецько-Кутська с.р. (с. Стрілецький Кут, с. Бурдей, с. Ревне) | 154,8082          | 20 047                                     |
| Чернівецький адміністративний центр в м. Чернівці    | 29. Неполоковецька           | 1. Неполоковецька сел.р. (смт Неполоківці, с. Пядиківці) 2. Берегометська с.р. (с. Берегомет, с. Реваківці, с. Клокічка) 3. Оршовецька с.р. (с. Оршівці) | 58,106            | 7 519                                      |
| Чернівецький адміністративний центр в м. Чернівці    | 30. Сторожинецька            | 1. Сторожинецька м. р. (м. Сторожинець) 2. Банилово-Підгірнівська с. р. (с. Банилів-Підгірний) 3. Бобовецька с. р. (с. Бобівці) 4. Давидівська с. р. (с. Давидівка) 5. Зруб-Комарівська с. р. (с.Зруб-Комарівці) 6. Комарівська с. р. (с. Комарівці) 7. Костинецька с. р. (с. Костинці, с. Ясени) 8. Новобросковецька с. р. (с. Нові Бросківці, с. Заболоття) 9. Панківська с. р. (с. Панка) 10. Слобода-Комарівська с. р. (с. Слобода-Комарівці) 11. Старожадівська с.р. (с. Ст. Жадова, с. Нова Жадова, с. Дібрівка, с. Косованка) 12. Ропчанська с.р. (с. Ропча) | 532,982           | 42 196                                     |
| Чернівецький адміністративний центр в м. Чернівці    | 31. Великокучурівська        | 1. Великокучурівська с. р. (с. Великий Кучурів, с. Годилів) 2. Тисовецька с. р. (с. Тисовець) 3. Снячівська с. р. (с. Снячів, с. Глибочок) | 98,063            | 13 914                                     |
| Чернівецький адміністративний центр в м. Чернівці    | 32. Кам’янська               | 1. Кам’янська с.р. (с. Кам’яна, с. Глибочок) 2. Михальчанська с.р. (с. Михальча, с. Дубове, с. Спаська, с. Заволока) 3. Старобросковецька с.р (с. Старі Бросківці) | 121,542           | 11 102                                     |
| Чернівецький адміністративний центр в м. Чернівці    | 33. Красноїльська            | 1. Красноїльська сел. р. (смт Красноїльськ) 2. Старокрасношорська с. р. (с. Стара Красношора) | 190,974           | 11 144                                     |
| Чернівецький адміністративний центр в м. Чернівці    | 34. Чудейська                | 1. Чудейська с. р. (с. Чудей, с. Нова Красношора) 2. Їжівська с. р. (с. Їжівці) 3. Буденецька с.р. (с. Буденець) 4. Череська с.р. (с. Череш) | 140,507           | 14 420                                     |
| Чернівецький адміністративний центр в м. Чернівці    | 35. Петровецька              | 1. Верхньопетровецька с.р. (с. Верхні Петрівці) 2. Нижньопетровецька с.р. (с. Нижні Петрівці, с.Аршиця) | 76,172            | 8 136                                      |
| Чернівецький адміністративний центр в м. Чернівці    | 36. Глибоцька                | 1. Глибоцька сел. р. (смт Глибока) 2. Михайлівська с. р. (с. Михайлівка, с. Червона Діброва) 3. Черепковецька с. р. (с. Черепківці, с. Новий Вовчинець) 4. Стерченська с.р. (с. Стерче) 5. Димківська с.р. (с. Димка) 6. Опришенська с.р. (с. Опришени, с. Слобідка) | 138,059           | 19 271                                     |
| Чернівецький адміністративний центр в м. Чернівці    | 37. Волоківська              | 1. Волоківська с. р. (с. Волока, с. Грушівка) 2. Валя-Кузьминська с. р. (с. Валя Кузьмина) 3. Великобудська с.р. (с.Круп'янське) | 55,922            | 6 976                                      |
| Чернівецький адміністративний центр в м. Чернівці    | 38.Тарашанська               | 1. Тарашанська с.р. (с. Тарашани, с. Привороки) 2. Становецька с.р. (с. Станівці) 3. Турятська с.р. (с. Турятка, с. Поляна) | 94,976            | 7 593                                      |
| Чернівецький адміністративний центр в м. Чернівці    | 39.Тереблеченська            | 1. Тереблеченська с. р. (с. Тереблече, с. Горбівці) 2. Синьовецька с. р. (с. Верхні Синівці, с. Нижні Синівці) 3. Буківська с.р. (с. Буківка) | 75,08             | 6 311                                      |
| Чернівецький адміністративний центр в м. Чернівці    | 40. Карапчівська             | 1. Йорданештська с.р. (с. Йорданешти) 2. Карапчівська с.р. (с. Карапчів) | 46,325            | 4 437                                      |
| Чернівецький адміністративний центр в м. Чернівці    | 41. Сучевенська              | 1. Сучевенська с.р. (с. Сучевени, с. Просіка, с. Петричанка, с. Просикуряни) 2. Купська с.р. (с. Купка) 3. Корчовецька с.р. (с. Корчівці) | 106,55            | 7 900                                      |
| Чернівецький адміністративний центр в м. Чернівці    | 42. Кам’янецька              | 1. Кам’янська с.р. (с. Кам’янка) 2. Багринівська с.р. (с. Багринівка) 3. Старововчинецька с.р. (с. Старий Вовчинець, с. Біла Криниця) | 103,287           | 10 096                                     |
| Дністровський адміністративний центр в смт Кельменці | 43. Кельменецька             | 1. Кельменецька сел.р. (смт Кельменці) 2. Бабинська с.р. (с. Бабин) 3. Бернівська с.р. (с. Бернове) 4. Бузовицька с.р. (с. Бузовиця) 5. Бурдюзька с.р. (с. Бурдюг) 6. Вартиковецька с.р. (с. Вартиківці, с. Слобідка) 7. Вовчинецька с.р. (с. Вовчинець) 8. Вороновицька с.р. (с. Вороновиця) 9. Грушовецька с.р. (с. Грушівці, с. Нагоряни) 10. Дністрівська с.р. (с. Дністрівка) 11. Івановецька с.р. (с. Іванівці) 12.Комарівська с.р. (с. Комарів, с. Майорка) 13. Коновська с.р. (с. Коновка) 14. Ленковецька с.р. (с. Ленківці, с. Макарівка) 15. Лукачівська с.р. (с. Лукачівка) 16.Мошанецька с.р. (с. Мошанець) 17. Нелиповецька с.р. (с. Нелипівці, с. Браїлівка) 18. Новоселицька с.р. (с. Новоселиця) 19. Перковецька с.р. (с. Перківці, с. Путрине) 20. Росошанівська с.р. (с. Росошани)     | 540,66            | 32 058                                     |
| Дністровський адміністративний центр в смт Кельменці | 44. Лівинецька               | 1. Лівинецька с.р. (с. Лівинці, с. Михайлівка) 2. Зеленецька с.р. (с. Зелена) 3. Козирянська с.р. (с. Козиряни) 4. Оселівська с.р. (с. Оселівка, с. Кроква) 5. Подвір’ївська с.р. (с. Подвір’ївка) | 129,51            | 6 679                                      |
| Дністровський адміністративний центр в смт Кельменці | 45. Хотинська                | 1. Хотинська м. р. (м. Хотин) 2. Анадольська с. р. (с. Анадоли) 3. Ворничанська с. р. (с. Ворничани) 4. Данківська с. р. (с. Данківці) 5. Атацька с.р. (с. Атаки) 6. Біловецька с.р. (с. Білівці) 7. Каплівська с.р. (с. Каплівка) 8. Круглицька с.р. (с. Круглик) 9. Крутеньківська с.р. (с. Крутеньки) 10. Пашковецька с.р. (с. Пашківці) 11. Ярівська с.р. (с. Ярівка) | 182,154           | 18 156                                     |
| Дністровський адміністративний центр в смт Кельменці | 46. Рукшинська               | 1. Рукшинська с. р. (с. Рукшин) 2. Гордівецька с. р. (с. Гордівці) 3. Рашківська с. р. (с. Рашків) 4. Чепоніська с. р. (с. Чепоноси) 5. Пригородоцька с. р. (с. Пригородок, с. Орестівка) | 108,574           | 6 505                                      |
| Дністровський адміністративний центр в смт Кельменці | 47. Недобоївська             | 1. Недобоївська с. р. (с. Недобоївці) 2. Ставчанська с. р. (с. Ставчани) 3. Долинянська с. р. (с. Долиняни) 4. Керстенецька с. р. (с. Керстенці) 5. Зарожанська с.р. (с. Зарожани) 6. Шировецька с.р. (с. Ширівці, с. Владична) | 129,484           | 12 438                                     |
| Дністровський адміністративний центр в смт Кельменці | 48. Клішковецька             | 1. Клішковецька с. р. (с. Клішківці, с. Млинки) 2. Полянська с. р. (с. Поляна) 3. Малинецька с.р. (с. Малинці) 4. Перебиковецька с.р. (с. Перебиківці, с. Зелена Липа 5. Рухотинська с.р. (с. Рухотин, с. Блищадь, с. Гринячка, с. Корнешти) 6. Санковецька с.р. (с. Санківці) 7. Шиловецька с.р. (Шилівці) | 212,087           | 14 951                                     |
| Дністровський адміністративний центр в смт Кельменці | 49. Мамалигівська            | 1. Мамалигівська с. р. (с. Мамалига, с. Кошуляни) 2. Драницька с. р. (с. Драниця, с. Негринці) 3. Стальнівецька с. р. (с. Стальнівці) 4. Подвірненська с. р. (с. Подвірне) 5. Несвоївська с. р. (с. Несвоя) 6. Балковецька с. р. (с. Балківці) | 145,556           | 11 863                                     |
| Дністровський адміністративний центр в смт Кельменці | 50. Сокирянська              | 1. Сокирянська м. р. (м. Сокиряни) 2. Коболчинська с. р. (с. Коболчин) 3. Білоусівська с.р. (с. Білоусівка) 4. Братанівська с.р. (с. Братанівка) 5. Василівська с.р. (с. Василівка, с. Розкопинці) 6. Вітрянська с.р. (с. Вітрянка) 7. Волошківська с.р. (с. Волошкове) 8. Гвіздовецька с.р. (с. Гвіздівці) 9. Грубнянська с.р. (с. Грубна) 10. Корманська с.р. (с. Кормань) 11. Кулішівська с.р. (с. Кулішівка) 12. Ломачинецька с.р. (с. Ломачинці) 13.Лопатівська с.р. (с. Лопатів, с. Покровка) 14.Михалківська с.р. (с. Михалкове, с. Галиця, с. Непоротове) 15. Ожівська с.р. (с. Ожеве) 16. Олексіївська с.р. (с. Олексіївка, с. Новоолексіївка) 17. Романковецька с.р. (с. Романківці) 18. Селищанська с.р. (с. Селище) 19. Сербичанська с.р. (с. Сербичани) 20. Шебутинецька с.р. (с. Шебутинці) | 602,209           | 36 520                                     |
| Дністровський адміністративний центр в смт Кельменці | 51. Новодністровська         | 1. Новодністровська м.р. (м. Новодністровськ) | 7,089             | 10 590                                     |
| Дністровський адміністративний центр в смт Кельменці | 52. Вашковецька              | 1. Вашковецька с. р. (c. Вашківці, c. Нова Слобода) 2. Шишковецька с.р. (с. Шишківці, с. Струмок) | 58,672            | 4 680                                      |